# Ilha Babase
A ilha Babase é uma ilha com cerca de 23 km² do arquipélago das Ilhas Feni, na Papua-Nova Guiné. Fica a leste da Nova Irlanda, e é um estratovulcão e uma cúpula de lava, juntas por um istmo.